# Хюсеин шах тюрбе
Хюсеин шах тюрбе (на турски: Hüseyin Şah Türbe; на македонска литературна норма: Хусеин Шах Турбе) е османска гробница, намираща се в село Сарай, край град Скопие, Северна Македония.
Тюрбето е построено южно от Хюсеин шах джамия. Според надписа то е построено като гробница на Хюсеин шах, починал в 974 година от хиджра (1566 – 1567). Тюрбето принадлежи към типа затворени тюрбета с петоъгълна основа и купол.